# Santa Eulália (Arouca)
A Freguesia de Santa Eulália é uma freguesia portuguesa do Município de Arouca, com 23,05 km² de área e 2120 habitantes (censo de 2021). A sua densidade populacional é 92 hab./km².

## Demografia
A população registada nos censos foi:
| Distribuição da População por Grupos Etários | Distribuição da População por Grupos Etários | Distribuição da População por Grupos Etários | Distribuição da População por Grupos Etários | Distribuição da População por Grupos Etários |
| -------------------------------------------- | -------------------------------------------- | -------------------------------------------- | -------------------------------------------- | -------------------------------------------- |
| Ano                                          | 0-14 Anos                                    | 15-24 Anos                                   | 25-64 Anos                                   | > 65 Anos                                    |
| 2001                                         | 419                                          | 399                                          | 1172                                         | 349                                          |
| 2011                                         | 363                                          | 273                                          | 1280                                         | 337                                          |
| 2021                                         | 271                                          | 246                                          | 1147                                         | 456                                          |

## Património
- Capelas de Santo António, de São João Baptista das Valinhas, de São Tiago, de Nossa Senhora dos Remédios, de Nossa Senhora das Febres, de Santo André e de São Mamede
- Cruzes dos Passos
- Cruzeiros paroquial, do Areeiro e junto à capela de Santo António
- Casa de Anterronde com capela
- Viveiros da Granja
- Trecho da serra da Freita
- Miradouro do Alto da Freita
- Vestígios castrejos
- Anta do Casal-Mau
- Memorial de Santo António do Burgo ou Arco da Rainha Santa
- Castro do Monte Valinhas
- Capela de Santa Maria do Monte